# Castellbisbal (kommunhuvudort)
Castellbisbal är en kommunhuvudort i Spanien.   Den ligger i provinsen Província de Barcelona och regionen Katalonien, i den östra delen av landet, 500 km öster om huvudstaden Madrid. Castellbisbal ligger 153 meter över havet och antalet invånare är 11 977.
Terrängen runt Castellbisbal är kuperad åt sydväst, men åt nordost är den platt.Runt Castellbisbal är det mycket tätbefolkat, med 3 623 invånare per kvadratkilometer. Närmaste större samhälle är Barcelona, 17,6 km sydost om Castellbisbal. Runt Castellbisbal är det i huvudsak tätbebyggt.